# Jeux d'anche

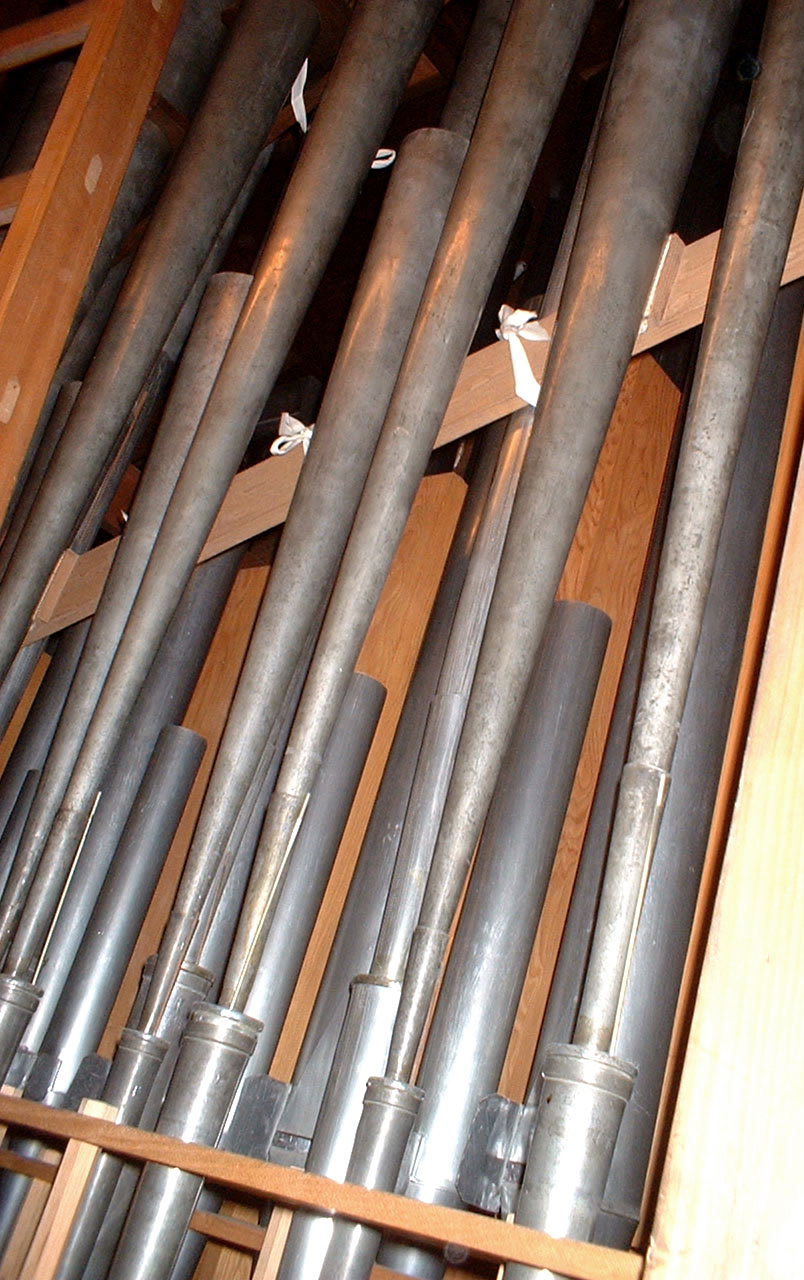
Sommier de pédale avec pieds de trompettes et de bombardes.

Les jeux d'anche sont une famille de jeux d'orgue, ainsi nommés parce qu'ils sonnent au moyen d'une anche (languette métallique vibrante). Ce sont les jeux les plus éclatants de l'orgue.
À la différence des instruments à anche des orchestres (comme le hautbois, le saxophone, le basson...), dont l'anche est généralement en roseau ou en matériau synthétique, l'anche d'orgue est toujours en laiton. Les noms donnés aux jeux d'anche sont souvent ceux d'instruments à vent, à cause d'une similitude de timbre.

## Principaux jeux d'anche

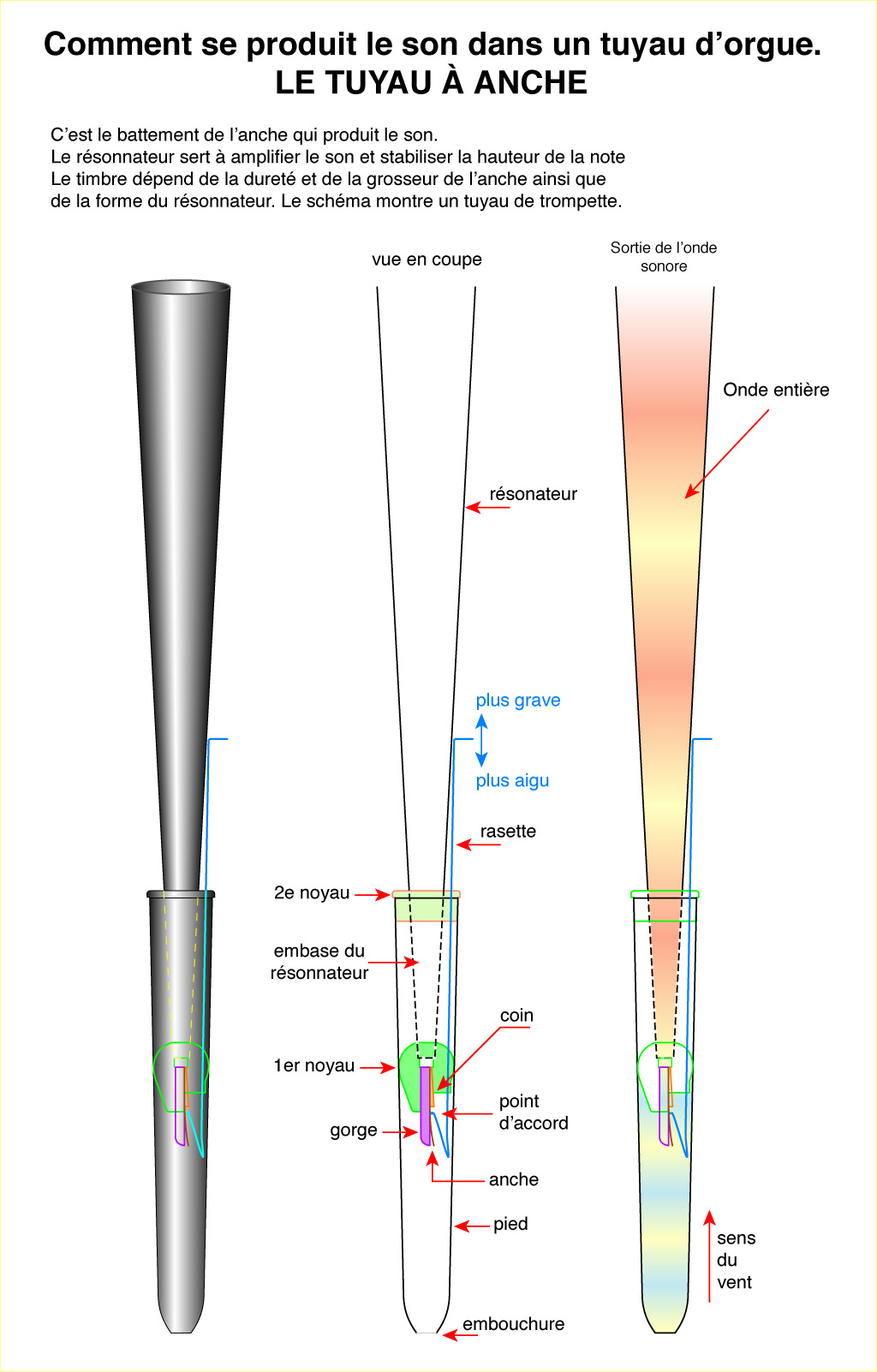

Liste non exhaustive des principaux jeux d'anche de l'orgue :

### Jeux à anches battantes
- bombarde et contrebombarde 16', 32' ;
- trompette 8' ;
- clairon 4' ;
- clairon doublette 2' ;
- basson et contrebasson 8', 16' ;
- ophicléide ;
- cromorne 8' ;
- chalumeau 4' ;
- clarinette 8' ;
- voix humaine 8 ' ;
- hautbois 8', 4' ;
- régale 8' ;
- musette 8' ;
- saqueboute ;
- saxophone.

### Jeux à anches libres
Contrairement à l'anche battante, où la languette vibrante cogne sur une rigole, celle de l'anche libre oscille de part et d'autre d'une ouverture, comme dans un harmonica.
- Le Cor anglais peut ressembler extérieurement au Hautbois, mais comme il est muni d'une anche libre, il sonne tout à fait différemment.

- L'Euphone est généralement cité en tant qu'exemple de jeu à anche libre. Mais force est de constater qu'à part quelques Clarinettes ainsi conçues, on ne trouve plus guère de jeu à anche libre. On leur reproche leur côté trop « accordéon. »
- Une exception notable est la Physharmonica, jeu d'harmonium adapté à l'orgue, généralement expressif (on peut en contrôler le volume). Il connut son heure de gloire au milieu du XIXe siècle. Seuls quelques précieux exemplaires ont survécu lorsqu'il est passé de mode, avec la généralisation des boîtes expressives. Voir l'exemple notable de Soppe-le-Bas.

## Description d'un tuyau de jeu d'anche
À la différence des tuyaux à bouche, qui sont généralement faits d'un seul tenant, toutes les pièces étant soudées entre elles, les tuyaux à anche sont démontables. Un tuyau de jeu d'anche est constitué, de bas en haut, des éléments suivants :
- le pied, généralement construit en plomb ou en alliage de plomb et d'étain ou en bois pour les tuyaux de grande taille (parfois en béton pour les très gros tuyaux). C'est lui qui reçoit le mécanisme de l'anche, soutient l'ensemble du tuyau et se place dans le faux sommier. Une ouverture à sa base laisse entrer l'air pour alimenter le tuyau ;
- le noyau qui sert à la fois à obstruer la partie supérieure du pied pour forcer l'air à passer par l'anche et à maintenir le mécanisme de l'anche. Il a généralement la forme d'une sphère ou d'un cylindre, est réalisé en plomb et percé de deux orifices : l'un pour la rigole et l'anche ; l'autre, très petit, pour laisser passer la rasette ;
- la rigole est une des trois pièces du mécanisme de l'anche. Elle est généralement réalisée en métal dur (laiton, bronze ou cuivre), quelquefois en bois dur. Elle doit son nom à sa forme de gouttière et c'est sur elle que vient frapper la languette ;
- la languette proprement dite est une lamelle de laiton recuit qui prend appui sur la rigole. Le facteur d'orgues lui donne une courbure spécifique qui détermine en grande partie la qualité du timbre produit par le système complet. La pression de l'air la fait battre et la hauteur de la note est déterminée par la longueur de sa partie vibrante. Ses dimensions, sa dureté et sa courbure déterminent la puissance et une partie des formants harmoniques du timbre du jeu. On la désigne aussi sous le nom d'anche battante pour la différencier des jeux à anche libre ;
- le coin est une pièce ayant la forme du même nom et servant à bloquer l'ensemble languette et rigole dans le trou du noyau. Il est généralement en bois dur ;
- la rasette est une tige métallique, généralement en fer ou en bronze, qui traverse le noyau en passant par un trou ajusté pour ne pas laisser passer l'air. Courbée à une extrémité en prenant la forme d'une sorte de petite raclette qui appuie fortement sur l'anche, l'autre extrémité à l'extérieur est courbée ou encochée pour être manipulée au moyen d'un accordoir spécifique. La rasette est indispensable pour accorder le tuyau. C'est elle qui permet d'ajuster avec une très grande précision la longueur de la partie battante de l'anche. Lorsqu'on abaisse la rasette, on raccourcit cette partie et le son est plus aigu. Inversement lorsqu'on remonte la rasette, on allonge la partie battante et le son est plus grave ;
- la boîte, soudée au noyau, a simplement la forme d'un tronc de cône, dans lequel viennent s'ajuster les résonateurs ou corps de grande taille. Les résonateurs ou corps plus courts sont directement soudés au noyau ;
- le résonateur, ou corps, est la partie supérieure du tuyau. Il sert à la fois d'amplificateur au son émis par l'anche, de stabilisateur de la hauteur sonore, et sa forme influence le timbre. Un résonateur de forme conique large est utilisé pour les jeux comme la bombarde, la trompette et le clairon. Un résonateur conique étroit est utilisé pour les jeux de type basson, fagot, chalumeau et hautbois. La forme cylindrique est utilisée pour le cromorne. D'autres formes plus courtes, partiellement bouchées, en poire, en massue, en cafetière sont utilisées pour les jeux de la famille des régales, douçaines, sourdins, etc.